# Qin Shi Huangdi
Qin Shi Huangdi (kineski: 秦始皇; pinyin: Qín Shǐ Huáng, Wade-Giles: Ch'in Shih-huang; čita se Ćin Ši Huangdi); oko 259. pr. Kr. – 210. pr. Kr.), kineski car iz dinastije Qin (Ch'in, današnji naziv za Kinu), koji je 221. pr. Kr. ujedinio pod svojom vlašću cijelu današnju Kinu i time postao prvi car koji je zavladao cijelom današnjom Kinom. Vladao je kao car 221. pr. Kr. – 210. pr. Kr.
Huangdi je postao vladar Države Qin 246. pr. Kr., u vrijeme kada su Kinom vladali sedam dinastija koje su međusobno ratovale i borile se za prevlast (Doba zaraćenih država). To su bile:
- Qi
- Chu
- Yan
- Han
- Zhao
- Wei
- Qin

Kada je Huangdi došao na prijestolje, država Qin je već bila daleko najmoćnija u Kini i bilo je za očekivati da će pod svojom vlašću ujediniti cijelu Kinu. Kada je postao vladar cijele Kine, uzeo je naziv Prvi (Shi) Car (Huangdi) (dinastije) Qin (Qin).
U svom vladanju Huangdi se oslanjao na svoje bliske suradnike: Zhao Gao, Li Si, Lu Pu Wei i generala 
Meng Tian. Vladao je apsolutistički, i nadzirao svaki aspekt života u velikom carstvu. U vrijeme njegove vladavine uvedene su jedinstvene mjerne jedinice u cijelom carstvu, pojednostavilo se pismo zbog različitosti u raznim dijelovima carstva. 214. pr. Kr. započeli su veliki radovi na zaštiti od upada neprijateljskih plemena (Huni). Ta gradnja je s vremenom prerasla u kineski zid. U cijeloj Kini uvedeni su javni radovi i građeni brojni putevi i javne građevine. Ti radovi su odnijeli stotine tisuća života. Huangdi je obilazio čitavu Kinu i osobno nadzirao radove zbog podizanja osobnog prestiža. Na Huangdija se pokušalo izvršiti više atentata (vidi Zhang Liang).
Qin Shi Huangdi je odmah po okrunjenju, 221. pr. Kr., započeo i gradnju svog megalomanskog mauzoleja (Mauzolej prvog kineskog cara), i znanstvenici pretpostavljaju da ga je gradilo oko 700.000 radnika. Mauzolej je najpoznatiji po kolekciji od preko 7000 realističnih figura terakota vojnika i konja, tzv. Vojska terakota.
Nakon što je Huangdi umro, 210. pr. Kr., njegova dinastija Qin se održala na vlasti svega 4 godine. 206. pr. Kr. dinastija Han je preuzela vlast. Državno uređenje Kine, koje je uveo Huangdi, gdje car ima apsolutističku vlast, održalo se u Kini do 1912., kada je posljednji kineski car Pu Yi abdicirao, a Kina postala republika.

## Obitelj
Prvi je car imao mnoštvo konkubina, ali imena njegove djece uglavnom su nam nepoznata. Njegov je najstariji sin bio Fusu, ali ga je naslijedio mlađi sin, Qin Er Shi. Unuk prvog cara bio je car Ziying.